# Jim O’Neill

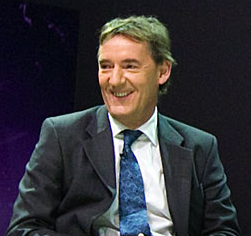
Jim O’Neill (2011)

Terence James „Jim“ O’Neill, Baron O’Neill of Gatley (* 17. März 1957 in Manchester, England) ist ein britischer Ökonom und seit 2015 als Life Peer Mitglied des House of Lords.

## Leben
Jim O’Neill wurde am 17. März 1957 in Manchester geboren. Er wuchs in Gatley auf, einem Vorort von Manchester. Nach dem Besuch der Burnage High School studierte er Wirtschaftswissenschaft an der Universität von Sheffield.
O’Neill ist seit seiner Kindheit ein begeisterter Fan von Manchester United und saß von 2004 bis 2005, als Malcolm Glazer 2005 die Mehrheit an Manchester United übernahm, im Aufsichtsrat des Vereins. O’Neill gehört einer Red Knights genannten Gruppe von wohlhabenden Fans an. Diese Gruppe plante 2010, den Verein von Malcolm Glazer zu übernehmen.

## Karriere
O’Neill wurde  durch die Veröffentlichung eines Textes für Goldman Sachs im November 2001 bekannt, in der er ein starkes Wirtschaftswachstum Brasiliens, Russlands, Indiens und der Volksrepublik China prognostizierte. Darin verwendete er die Abkürzung BRIC, welche für die Anfangsbuchstaben der vier Länder steht. Der Begriff wurde später weltweit bekannt und häufig verwendet, nachdem die vier Staaten tatsächlich ein starkes Wirtschaftswachstum aufweisen konnten.
Im Dezember 2005 veröffentlichte er die Liste der Next Eleven, bestehend aus elf Staaten mit hoher Bevölkerungszahl, die einen ähnlichen wirtschaftlichen Aufschwung erleben könnten wie die BRIC-Staaten. Weitere Abkürzungen wie MINT (Mexiko, Indonesien, Nigeria und die Türkei) stammen ebenfalls von ihm. Allerdings sind diese vier Staaten bereits unter den Next Eleven. O’Neill hat durch seine korrekten Prognosen sehr viel Geld an den Devisenmärkten weltweit verdient. Er wird von vielen Experten als einer der führenden Ökonomen im Bereich der Entwicklungs- und Schwellenländer benannt. O’Neill saß im internationalen Beirat des Centre for Rising Powers an der Universität Cambridge.

## House of Lords
Am 28. Mai 2015 wurde O’Neill zum Life Peer mit dem Titel Baron O’Neill of Gatley, of Gatley in the County of Greater Manchester, ernannt. Damit wurde er auch Mitglied des House of Lords.